# Aliens in America
Tandoori & Hamburgers ou Perdus en Amérique au Québec (Aliens in America) est une série télévisée américaine en 18 épisodes de 22 minutes, créée par David Guarascio et Moses Port et diffusée entre le 1er octobre 2007 et le 18 mai 2008 sur The CW.
En Belgique, la série a été diffusée à partir du 2 novembre 2008 sur La Une; en France à partir du 1er décembre 2008 sur Canal+ puis dès le 17 octobre 2010 sur France 2 et au Québec à partir du 5 mai 2009 sur Télé-Québec.

## Synopsis
Justin Tolchuck est un adolescent de 16 ans, intelligent, sensible, drôle mais aussi timide, qui a du mal à se faire des amis au sein du lycée qu'il fréquente dans une petite ville du Wisconsin.
Sa mère, Franny, décide alors de lui venir en aide en accueillant chez eux un élève étranger dans le cadre d'un programme d'échange scolaire. Franny est persuadée que le jeune nordique sportif et brillant qu'ils vont héberger sera un ami parfait pour son fils. 
Mais quelle surprise lorsque le jeune étranger qui arrive s'appelle Raja Musharaff et qu'il est Pakistanais…

## Distribution

### Acteurs principaux
- Adhir Kalyan (VF : Julien Lucas) : Raja Musharaff
- Dan Byrd (VF : Hervé Grull) : Justin Tolchuk
- Amy Pietz (VF : Véronique Picciotto) : Franny Tolchuk
- Lindsey Shaw (VF : Marie-Eugénie Maréchal) : Claire Tolchuk
- Scott Patterson (VF : Patrick Laplace) : Gary Tolchuk

### Acteurs secondaires
- Christopher B. Duncan (en) (VF : Lionel Henry (acteur)) : Mr Matthews
- Adam Rose (VF : Franck Victor) : Dooley
- Kwesi Ameyaw (VF : Yann Pichon) : Mr Papazian
- Nolan Gerard Funk (VF : Mathias Timsit) : Todd Palladino
- Jacob Blair (VF : Stéphane Pouplard) : Dan Archer

 Source et légende : version française (VF) sur RS Doublage

## Production
Le projet de Moses Port et David Guarascio a reçu une commande de pilote en avril 2006. En août, Dan Byrd et Adhir Kalyan décrochent des rôles principaux. En février 2007, la production ajoute Patrick Breen (Gary), Amy Pietz et Lindsey Shaw.
La série est commandée le 16 mai 2007. En juillet, Scott Patterson remplace Patrick Breen dans le rôle de Gary. Puis en septembre, Adam Rose décroche un rôle récurrent.
Au moment du déclenchement de la grève des scénaristes en novembre 2007, 18 épisodes ont été complétés. La production n'a pas repris en février 2008. La série est annulée en mai 2008 pour cause de mauvaises audiences.

## Épisodes
1. Bienvenue en Amérique (Pilot)
2. Nul n'est une île (No Man Is an Island)
3. Le Club des fusées (Rocket Club)
4. La Chenille et le papillon (The Metamorphosis)
5. Avoir un emploi ou pas (Help Wanted)
6. Arrête ton char, Raja ! (Homecoming)
7. Pas de fumée sans feu (Purple Heart)
8. Musky, la mascotte (My Musky Myself)
9. Le Canular des premières (Junior Prank)
10. Crise de foi (Church)
11. Le Coma de ma mère (Mom's Coma)
12. Le Père au foyer (Hunting)
13. C'est beau la vie d'artiste (Community Theater)
14. Prière de ne pas prier (One Hundred Thousand Miles)
15. La Vérité sous le voile (The Muslim Card)
16. Cachez ce sein (Smutty Books)
17. La Journée de la vie gâchée (Wake at the Lake)
18. L'Amour au temps du Pakistan (Raja at Sixteen)